# Bentley 6 ½ Litre

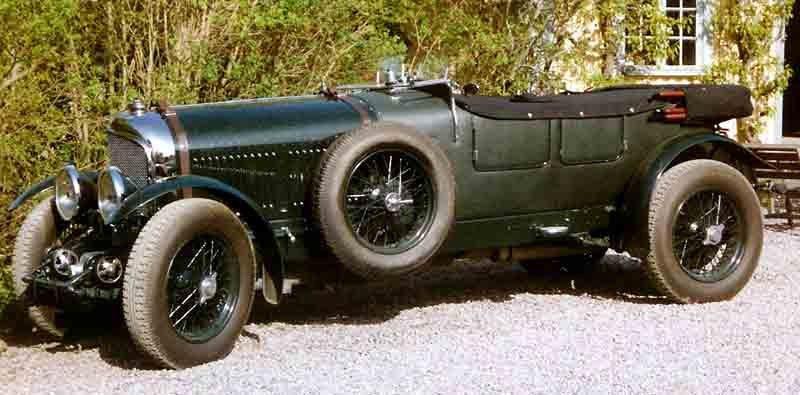
Bentley 6 ½-Litre-Tourer

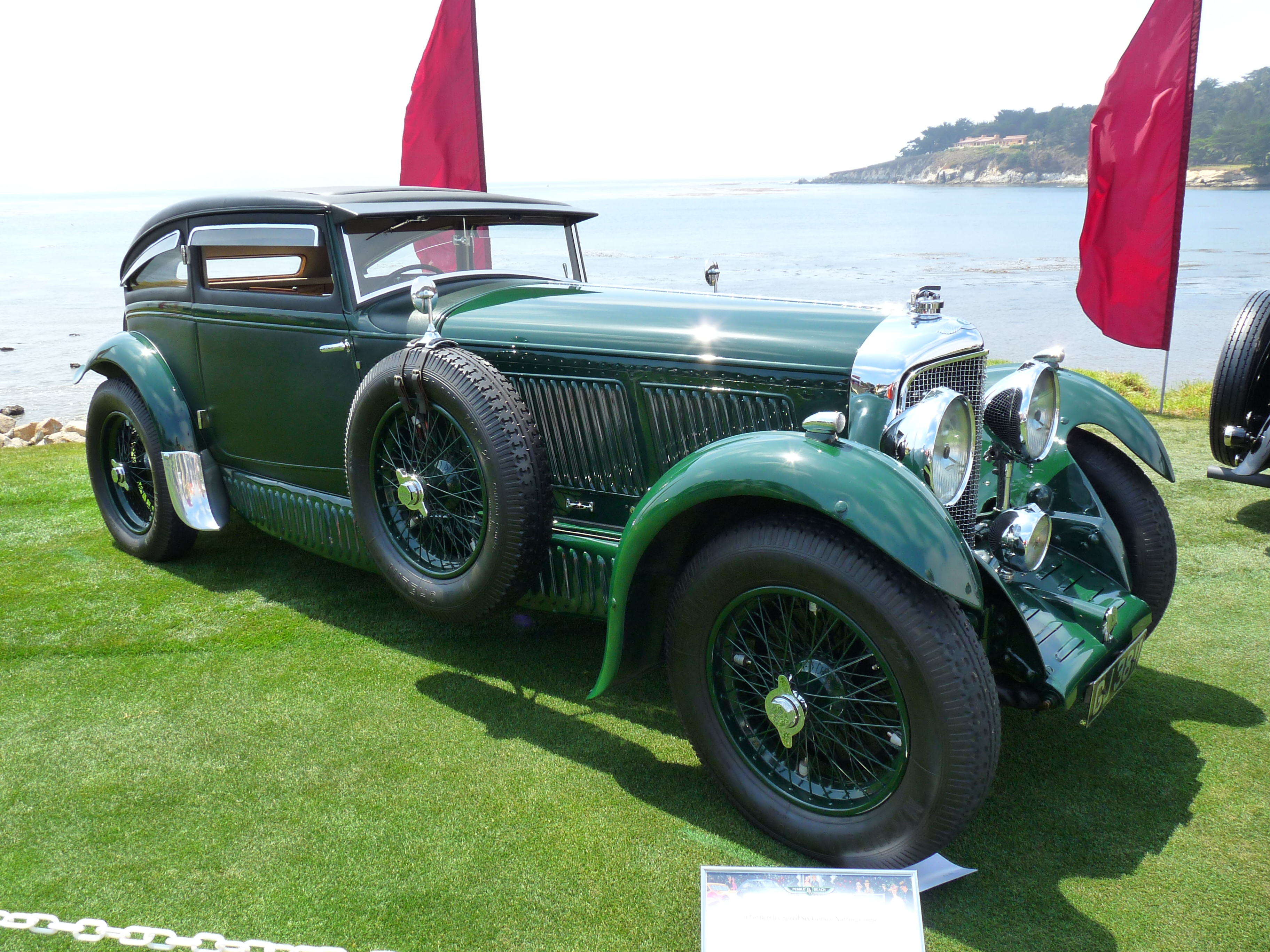
Bentley Speed Six Coupe (Gurney Nutting)

Der Bentley 6 ½ Litre und dessen Hochleistungsvariante Bentley Speed Six sind Pkw-Modelle des Herstellers Bentley. Sie entstanden zwischen 1926 und 1930 aus den von Bentley angebotenen Fahrgestellen und Karosserieaufbauten verschiedener Stellmacherbetriebe, unter ihnen Gurney Nutting und Surbico.
Da die von den Kunden in Auftrag gegebenen Aufbauten immer größer wurden, kam der Motor des 3-Liter-Modells an seine Leistungsgrenzen. Der 6 ½ Litre sollte diese Anforderungen erfüllen. Bei diesem Modell handelte es sich um einen 6 ½-Liter-Sechszylinder, mit OHC-Ventilsteuerung sowie vier Ventilen und zwei Zündkerzen je Zylinder.
Die Sportversion mit höherer Verdichtung und zwei SU-Vergasern wurde als Speed Six bezeichnet. 1929 und 1930 wurde mit der Speed Six-Ausführung des 6 ½ Litre Le Mans gewonnen. Das Fahrzeug war im Rennbetrieb sehr erfolgreich, brachte aber nicht die erwarteten Absatzzahlen, weshalb Bentley das Modellangebot um den 4 ½ Litre erweitern musste.
Die Jahresproduktion des 6 ½ Litre lag zwischen 90 und 150. Der Absatzeinbruch 1931 war dramatisch – nur drei Chassis wurden innerhalb von sechs Monaten ausgeliefert. Der 6 ½ Litre war in sieben Chassisvarianten erhältlich, wobei insgesamt 544 Chassis produziert wurden.